# Wypędy
Wypędy – wieś sołecka  w Polsce położona w województwie mazowieckim, w powiecie pruszkowskim, w gminie Raszyn.
W latach 1975–1998 miejscowość administracyjnie należała do województwa warszawskiego.
W Wypędach znajduje się węzeł drogowy (na przecięciu ulicy Sokołowskiej oraz trasy S8 Opacz-Paszków), a w jego sąsiedztwie centra logistyczne polskich oddziałów firm TNT/FedEx i GLS.